# وزارة الصحة (الصومال)
وزارة الصحة هي الوزارة المسؤولة عن توفير الرعاية الصحية لمواطني جمهورية الصومال الفيدرالية   

## خلفية تاريخية
أنشئت وزارة الصحة في الصومال بعد الاستقلال، وأعيد إنشاءها بعد الحرب الأهلية، في عام 2012، وزير الصحة الحالي هو الدكتور علي حاج آدم